# Kleinkems
Kleinkems ou Kleinkembs est un district de la communauté Efringen-Kirchen de l' arrondissement de Lörrach en Bade-Wurtemberg.
Dans le district de Kleinkems se trouvent les villages abandonnés de Vollenburg , Felsenmühle  et Neuchâtel. En termes de superficie, Kleinkems est l'un des trois plus petits districts d'Efringen-Kirchen et a la plus petite population.

## Localisation et liaisons de transport
Kleinkems est situé au nord-ouest de la ville centrale d'Efringen-Kirchen sur l'A 5 et est relié par la sortie 67. Au sud, l'endroit est relié à Efringen-Kirchen et à son quartier Istein par la route nationale L 137, au nord, la route de district K 6347 mène à Rheinweiler. A l'ouest, le quartier est délimité par le canal du Rhin, qui est suivi par la frontière avec la France. Au-delà, côté français, se trouve la commune alsacienne de Kembs. À l'est de Kleinkems se trouve le quartier de Blansingen de la communauté Efringen-Kirchen, qui ne peut être atteint que par une route communale qui surmonte la pente raide. La réserve naturelle Eichholz-Buchholz de 34,0 hectares s'étend directement au nord-est du village. Directement au sud se trouve le grand NSG Blansinger Grien de 24,0 ha et au nord-ouest le grand NSG Kapellengrien de 70,0 ha. Les contreforts de l'Isteiner Klotz s'élèvent entre Kleinkems et Istein. Le silex y a été exploité pendant l'ère néolithique (en particulier autour de 4200-4100 av. J.-C.). [5]

## La cimenterie
Dans le Gewann Vollenburg, où se trouvait la carrière de la dernière cimenterie, des traces d'anciennes mines de grès ont été trouvées. [6] Une cimenterie existait à Kleinkems depuis 1900. En 1907, le fabricant de cigares germano-brésilien Gerhard Dannemann fonda la Breisgauer Portland-Cementfabrik GmbH, Kleinkems [7] et convertit l'ancienne usine de chaux pour produire du ciment Portland. En 1924, E.G. Portland [8] toutes les actions de la société. [9] [10] Pendant la Seconde Guerre mondiale, les esclaves ukrainiens travaillaient également dans la cimenterie [11]. En 1950, un incendie détruisit un certain nombre de bâtiments d'usine. Après avoir investi dans des laboratoires et des installations de broyage et agrandi la carrière en 1956/57, d'autres investissements ont été réalisés au cours de la décennie suivante pour rationaliser la production, ce qui a réduit la charge de travail par tonne de ciment de 1,29 à 0,51 heure. [12] En 1966, l'usine avait une capacité annuelle de 400 000 tonnes. [13] En 1967, E.G. Portland a pris la décision de construire une nouvelle cimenterie près de Geisingen, car les gisements de matières premières dans la région de Kleinkems ont été jugés insuffisants pour l'avenir. Après l'achèvement de cette usine en 1971, le marché d'E.G. Portland, qui a conduit à la fermeture de la production de clinker à Kleinkems en 1975. L'usine de Kleinkems a perdu la moitié de ses effectifs et n'a continué à exploiter l'usine de broyage de ciment qu'avec environ 125 employés. En 1992, la société suisse Portland-Cementwerk Thayngen AG [14] a repris l'entreprise et l'a renommée en 1993 Breisgauer Cement GmbH. En 1999, il y a eu un autre transfert de propriété au groupe suisse Holderbank, qui s'est ensuite appelé Holcim, et en 2014 avec le groupe français Lafarge à LafargeHolcim Ltd. fusionné. En 2000, Weiler Hupfer GmbH [15] a été repris par Breisgauer Cement GmbH, [16] qui a ensuite déplacé son siège social à Weil. Le 30 juin 2001, la cimenterie de Kleinkems a été fermée. Breisgauer Cement GmbH opère désormais sous le nom de Holcim (Süddeutschland) GmbH et fait partie de LafargeHolcim Ltd. En 2007, une partie des bâtiments du site de l'usine, désormais repris par la société de développement communautaire de la commune d'Efringen-Kirchen, a été démolie. Certaines parties du bâtiment ont été utilisées par Mineralguss Trickes AG jusqu'à leur insolvabilité en 2017. En 2013, la société de développement communautaire a amélioré l'accès au parc industriel sur le site de la cimenterie. [18] Après la faillite de Trickes, le site a été dégagé et environ 30 000 mètres carrés de terrain commercial ont été offerts. [19]

## Blason
« En bleu sur un bateau de pêche noir (Weidling) flottant sur une eau argentée, un soleil doré flamboyant ». [20] Le blason n'a été attribué qu'en 1905, mais reprend les motifs d'un sceau de village utilisé au XIXe siècle.

## Attractions touristiques
Evangelische Kirche Kleinkems (de)

## Personnalités liées au lieu
- Karl August Mühlhäußer (de) (1825–1881), théologien et homme politique
- Anton Hermann Albrecht (de) (1835–1906), théologien et poète protestant, pasteur à Kleinkems de 1878 à 1885